# 護神

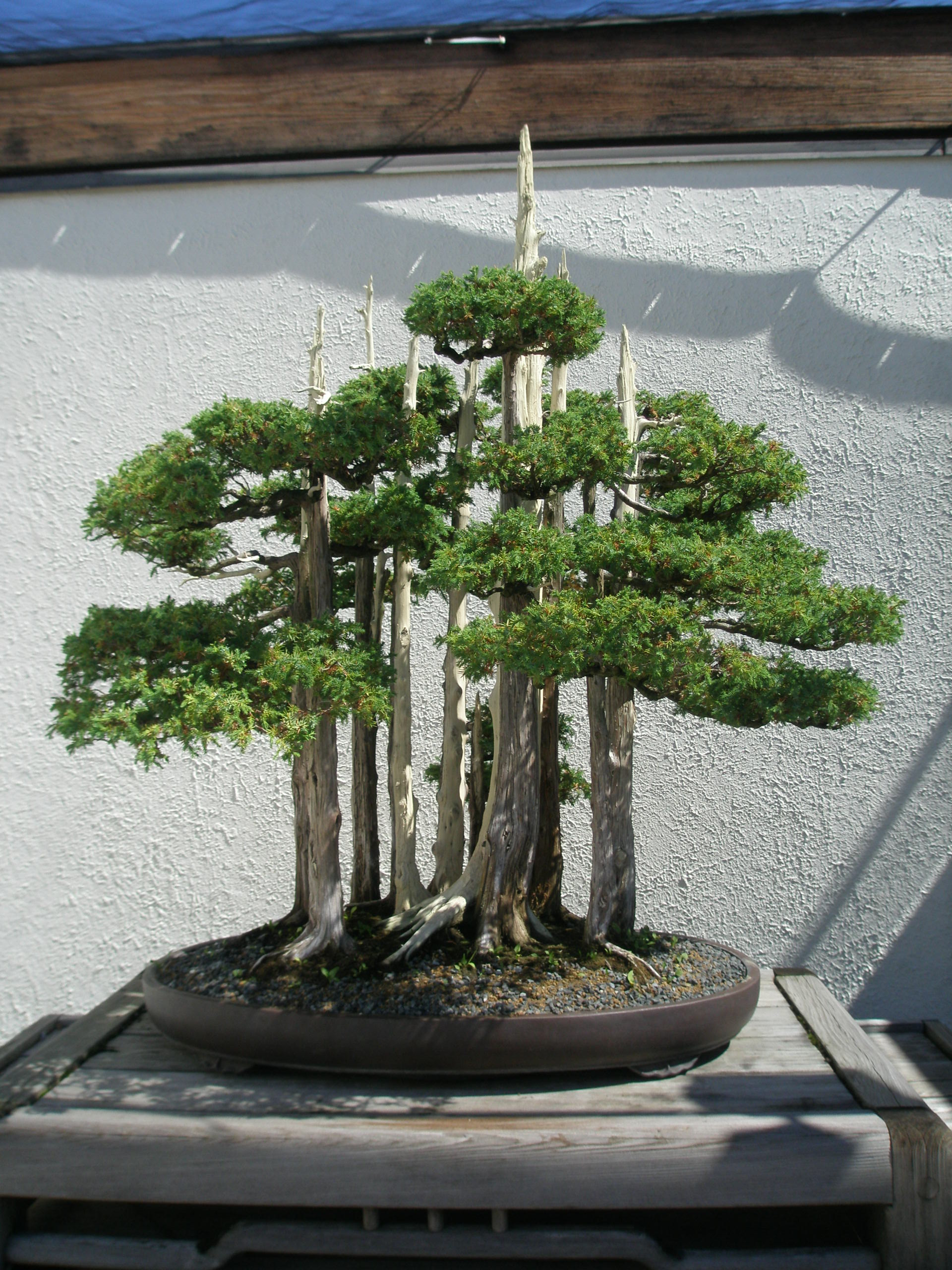
アメリカの国立樹木園に展示されているジョン・ナカの作品、『護神』

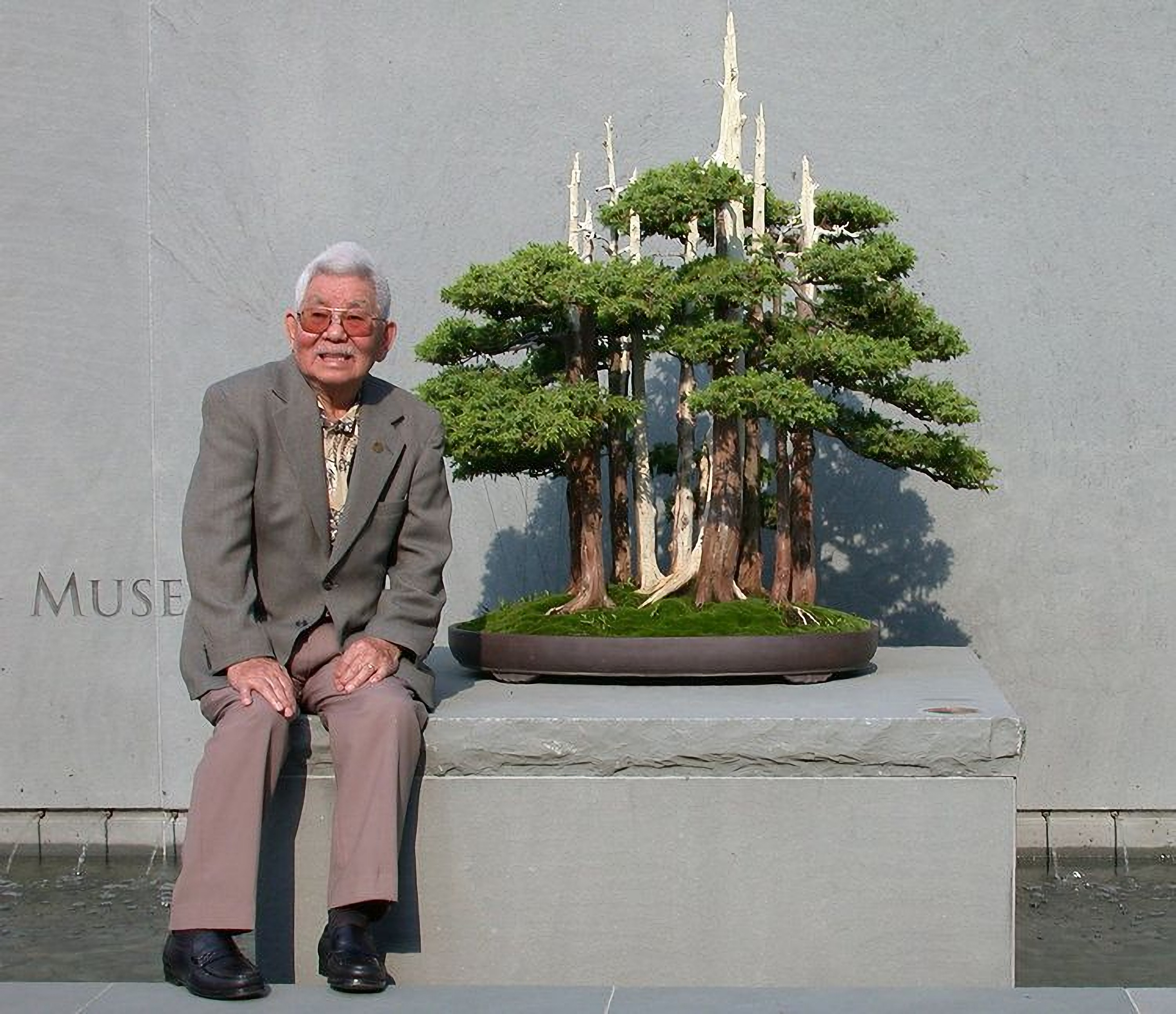
ジョン・ナカと護神

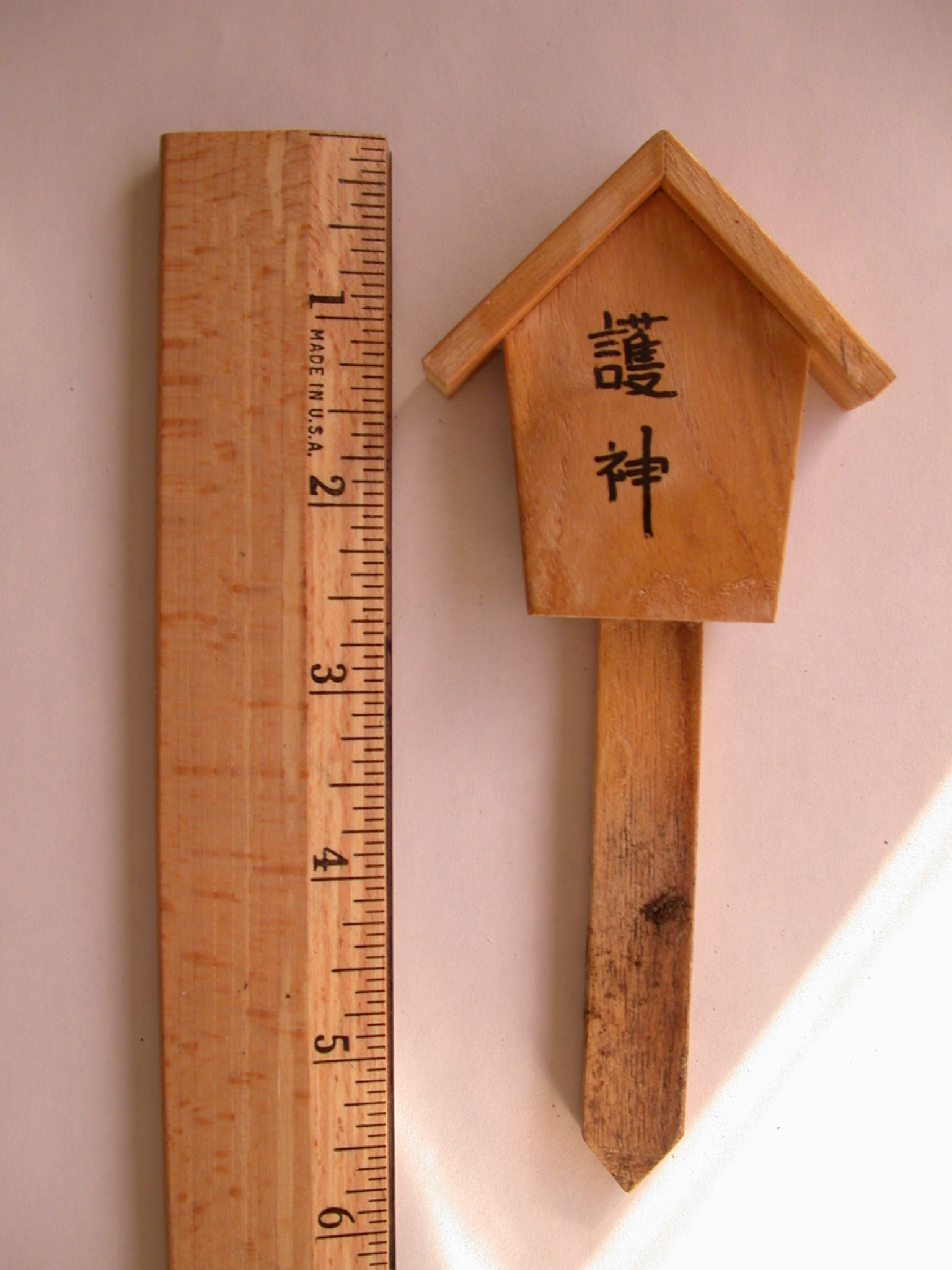
護神の銘札（国立樹木園）

護神（ごしん、英語: Goshin）とは、ジョン・ナカの盆栽作品。鉢に寄せ植えられたイブキの変種11本からなる。土は南カリフォルニアのもので、赤玉土、軽石、溶岩石からなる。長さ1.2m。最初の1本をナカが育て始めたのは1948年のことである。1984年にナカがアメリカ盆栽連盟に作品を寄贈し、以降『護神』はアメリカ国立樹木園内の盆栽・盆景博物館で展示されている。それぞれの木はナカの孫たちを表している。

## 歴史
1948年にナカは最終的に『護神』として仕上がる11本の木のうち2本に取り組み始めた。はじめは同じ高さの2本を使った双幹仕立て（1本の根から2本の幹が立つ樹形）だった。1953年には、彼がもつ講座での実物教授を通じてイブキの直幹盆栽を製作している。さらに（後に作品中で最も背の高い、主要な木となる）1本を手に入れると、土に埋め戻して徐々に細く、形が整うように育てていった。それが展示に耐えうるとナカが判断したのは1960年だった。
『護神』にはじめて寄せ植えとしての姿が定まったのは1964年のことである。日本の寺社のそばに群生していたスギの森にインスピレーションを得たナカは、はじめて十分に育っていた4本の木を一つの鉢にまとめ、1.2mの高さをもつ作品構成にしたのだった。まもなく3本が加わり、7本仕立ての盆栽が出来上がった。しかし鉢の水はけが悪かったために7本のうち1本が腐ってしまい、何度も替えねばならなかったため、ナカにはより安定した水はけが得られるように鉢に手を入れる仕事もあった。また当時のナカには7人の孫がおり、1人1人が盆栽の1本1本で表されていたのだが、後継となる盆栽作家たちのすすめもあり、彼は作品に「霊的なものの守り手」という意味で『護神』と名づけた。これは作品をつくるにあたって影響を受けた森に囲まれた寺社に対する目配せでもあった。1973年までにはナカは11人の孫に恵まれ、盆栽もまた調和の度合いを増し、孫の数に合わせ11本となった。
1984年3月、この作品はフィラデルフィア・フラワー・ショーに出品された（この展示会にはおよそ25万人が訪れている）。ショーの閉幕にあたって、ナカは自身も1977年の創立に尽力したアメリカ盆栽連盟への『護神』の寄贈を表明し、作品はワシントンの国立樹木園内にある盆栽・盆景博物館にできた北アメリカ館（彼にちなんでナカの名が冠された）で展示されることになった。その際にナカは連盟に手紙を送った。「自分の作品が首都に置かれ、盆栽の専門家から初心者まで、多くの人に見てもらえることを光栄に思い、誇りに思う」というものだった。そして1984年以降、この作品は雑誌の表紙を何度か飾るようになった。詳細に述べると1985年にアメリカ盆栽協会の『Bonsai Journal』の最初のカラー表紙を飾り、その後同年にInternational Bonsaiより『The new bonsai fertilizer from Japan』という雑誌で掲載、1986年にBonsai BCIの雑誌の5・6月号で『護神』は表紙を飾った。
ナカは『護神』の管理と1999年の大規模な修繕作業も含めた手入れのためにワシントンに繰り返し、国立盆栽・針葉樹博物館の元学芸員ジャック・サスティックが言うには毎年も通うことになった。1999年のうちに彼は自身の弟子や盆栽家仲間の要望を受け『護神』のレプリカである『Goshin II』をものにしており、2000年には3作目となる『Goshin III』を作成した。
ナカが作成した『Goshin III』は没後、劣化した土壌などにより樹木が弱ったり最悪枯れたりといった状態となっていた。そのため2019年3月23日にカリフォルニア盆栽協会ショーの公開デモンストレーションにおいて手入れが行われた。
COVID-19の世界的流行でアメリカ国立樹木園が閉鎖された際は、NBF YouTubeチャンネルにおいてバーチャルツアーが行われた。

## 評価
ショーに展示する前の1969年に既にイーストマン・コダック社の『Applied Photography Magazine』という雑誌において他のナカの盆栽作品と共に掲載された。あくまで写真の雑誌ということで、コメントはついていない。1979年にはタイムライフブックス『Miniatures and Bonsai』と、日本より出版された雑誌2冊に載せられた。
ハンティントン・ライブラリーのホームページでライブラリーは『護神』を「盆栽愛好家に北米で最も有名な盆栽を尋ねると、ほぼ間違いなく『護神』と答える」「直立した幹と伸びた枝は、未来への希望を感じさせる」と評しており、Bonsai Empireに関しては『護神』をアメリカでもっとも有名な盆栽作品であり、世界で見てもかなり有名な部類であると述べている。
Bonsai Empireは盆栽で重要な点を「忘れられないこと」とそれに次いで「年齢」があるとしながら、『護神』はその2つの重要な点を兼ね備えているとした。加えて「ジョン・ヨシオ・ナカはアメリカにおいても著名な盆栽家であり、そのような人物が作り上げた作品もあることも見逃せない。世界に唯一の盆栽だ。」と評価している。
以上のことから価値が高いとされ、正確な値段は分からないもの、米国内でもトップクラスに高価な盆栽であると言われており、一部からは小林國雄の作品に次いでの価格（全盆栽中2位）であるという声もある。

## アルバム

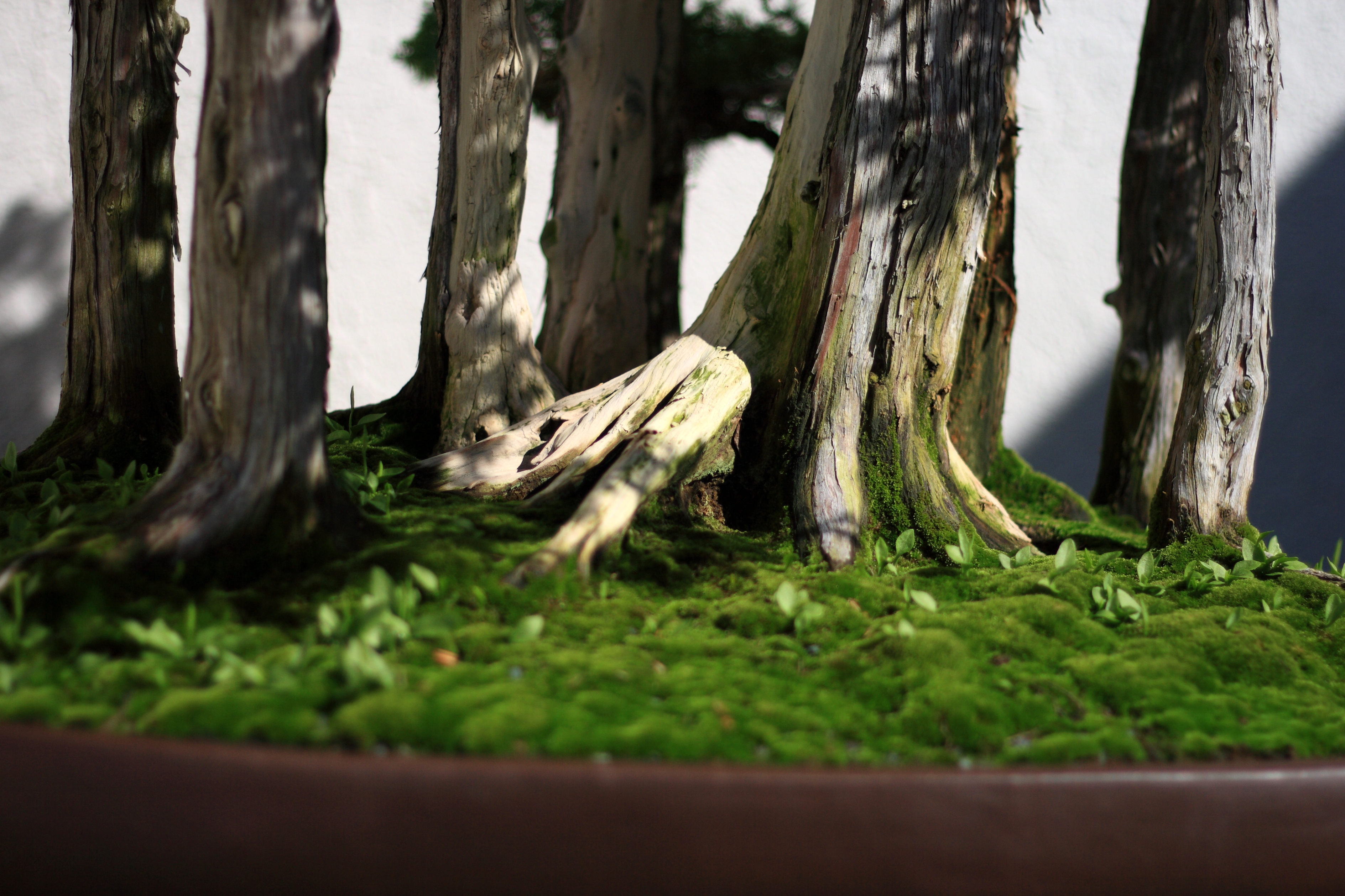
幹と土と植物と。
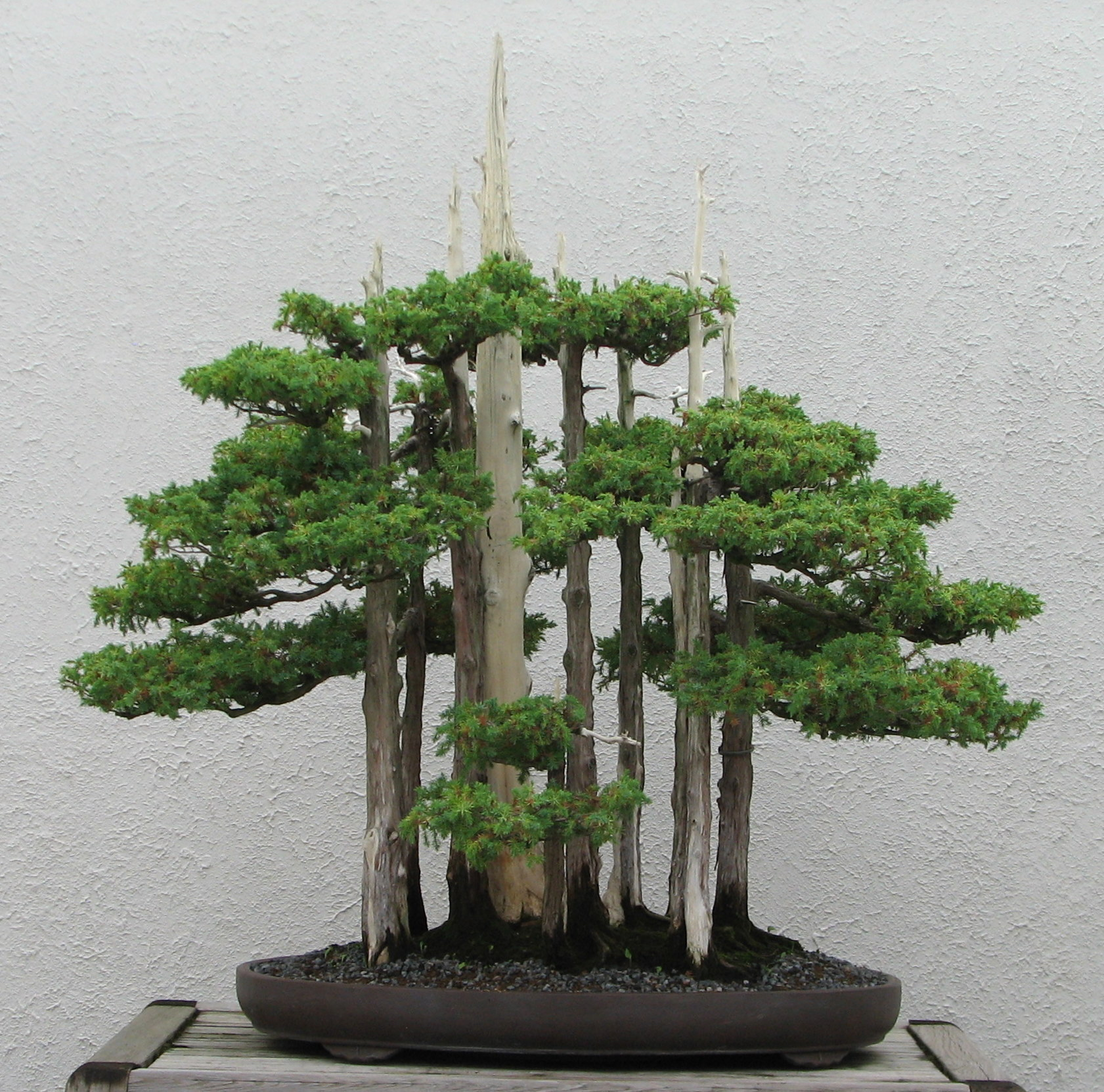
正面から。